# Bassette (poule)
Pour les articles homonymes, voir Bassette.
La bassette est une race de poule pondeuse demi-naine belge parfois nommée Bassette liégeoise par le passé, La dernière mise à jour de son standard date de 2006.

## Description
C'est une volaille demi-naine, bonne pondeuse de type fermier européen « classique », d'apparence plus ou moins basse sur pattes, possédant tous les attributs d'une bonne pondeuse : la queue est bien développée et le bassin est large et porté bas. L'allure est vive, mais de caractère docile et agréable.
La croissance des jeunes est rapide et les poules matures produisent 120 à 200 œufs par an d'environ 42 à 48 grammes à coquille blanche.
La particularité de cette race est qu'elle consomme 2/3 de moins de nourriture qu'une poule de grande race et pond des œufs d'un poids seulement d'1/3 de moins, donc très avantageuse, c'est la poule familiale « sans soucis ».
En plus de ses qualités productives, c'est une race qui est homologuée en de nombreux coloris très attrayants, dont la fameuse couleur nationale belge, la couleur caille qui est la plus répandue à l'heure actuelle, en Belgique et en France. La couleur principale d'origine était la fauve à queue noire, mais celle-ci est actuellement rare dans son pays d'origine et absente en France.
La bassette est une race rustique qui s'élève aussi bien en liberté qu'en parquet restreint. Le taux de fécondité est excellent et les poussins s'élèvent sans problèmes et sont beaucoup plus résistants que la plupart des autres races naines.

### Étude de rendement
Race pondeuse et demi-naine, donc rendement faible en chair.
En 1996, dans un souci de relancer des races indigènes anciennes dans le circuit économique, l’Office de Promotion du Petit Élevage Wallon fait effectuer une étude pour la production de bassettes « poulet de chair ». Ce fut un échec, d'autant plus que développer une race de chair avec une race naine est un handicap de départ.
- points négatifs : Par rapport aux poulets de rendement traditionnel comme le « JA » (croisement F1 industriel), il y avait une plus grande consommation d’aliments, un rendement médiocre à l’abattage et un faible poids des carcasses.

- points positifs : Cependant, un élément positif et non des moindres fut constaté : la rusticité. Le taux de mortalité fut excessivement faible, voire nul.

La préconiser en tant que race familiale, comme Collier ou Marcq et Lahaye, dans leur traité d’aviculture respectif fut donc une idée fondée et excellente. De plus, trois œufs de bassette équivalent à deux œufs de grande race pour une consommation de 1/3 de nourriture ce qui est économiquement avantageux.

## Origines
Originaire de Belgique, c'est à la fin du XIXe siècle que des poules naines sans standard des provinces du Brabant et de Liège, étaient nommés bassettes, elles commencèrent à être élevées dans la région de Bruxelles.
En 1914, à cause des restrictions amenées par la guerre, son engouement alla encore en augmentant et c’est ainsi que William Collier de Bruxelles commença sa sélection pour en faire une race stable, en recherchant avant tout à améliorer encore ses qualités utilitaires. La sélection s’orienta vers une volaille plus grande, plus volumineuse et plus massive pour aboutir à une race de taille intermédiaire entre les naines et les races de grande taille.
En décembre 1930, MM. René Delin, Frans Van Hout et William Collier (Entreprise de petit élevage & Marque EXELSIOR) élaborèrent un premier projet de standard. Celui-ci fut approuvé le 12 janvier 1932.
Bien que liégeoise d’origine, cette race est équitablement répartie entre la Wallonie et la Flandre, mais est également élevée en France, aux Pays-Bas et en Allemagne.

## Standardofficiel
- Masse idéale : Coq :  1 kg ; Poule :  900 g.
- Crête : simple
- Oreillons : blancs, triangulaires à coins arrondis
- Couleur des yeux : selon la variété de plumage, rouge foncé a brun
- Couleur de la peau : blanche
- Couleur des Tarses : gris clair à foncé
- Variétés de plumage : fauve à queue noire, noir, bleu, bleu liseré (andalou), blanc, fauve, gris perle, caille doré, caille argenté, caille doré bleu, caille argenté bleu, caille argenté gris perle, doré saumoné, doré saumoné bleu, argenté saumoné, sauvage doré (faisan doré), sauvage argenté (faisan argenté), herminé, fauve herminé, caille gris perle (en cours d'homologation en Belgique)

- Œufs à couver : 42 à 48 grammes, coquille blanche
- Diamètre des bagues : Coq : 14 mm ; Poule : 12 mm

## Clubs officiels
Belgique: Le club de la Bassette
- http://ravensammy.wix.com/club-de-la#

## Sources
- Le "standard Volailles et volailles naines, races belges" édité par l'Association Interprovinciale Wallonne des Éleveurs d'Animaux de Basse-Cour.
- Le "Standard officiel des poules de races naines", édité par le Bantam club français. Il est identique au standard Belge (conformément à la volonté de l'entente européenne d'aviculture, que le standard du pays d'origine soit le standard de référence)

### Liens
- http://poulesnaines.free.fr/races_accueil.htm